# Rise of the Tyrant
Rise of the Tyrant is het zevende album van de Zweedse melodische deathmetal band Arch Enemy. Het album is uitgebracht op 24 september 2007.

## Tracklist
1. Blood on Your Hands
2. The Last Enemy
3. I Will Live Again
4. In This Shallow Grave
5. Revolution Begins
6. Rise of the Tyrant
7. The Day You Died
8. Intermezzo Liberte
9. Night Falls Fast
10. The Great Darkness
11. Vultures
12. The Oath (Kiss Cover) (Japanse bonustrack)